# Acide chénodésoxycholique
L’acide chénodésoxycholique est un acide biliaire primaire. Son précurseur est le cholestérol, comme tous les acides biliaires.
Il se différencie des autres acides biliaires par la nature des substituants : l'acide chénodésoxycholique possède un groupe hydroxyle (OH) sur l'atome de carbone no 3 du cycle, un autre OH sur le carbone no 7 du cycle et un atome d'hydrogène (H) sur le carbone no 12 du cycle.
L'acide cholique, quant à lui, présente trois fonctions OH (alcool) en positions 3, 7, 12.
Une forme synthétique proche en est l'acide obéticholique.
Il s'agit du traitement de référence de la xanthomatose cérébrotendineuse.

## Aspects économiques
le coût annuel du traitement de la xanthomatose cérébrotendineuse par l'acide chénodésoxycholique est passé de 30 000 euros à plus de 170 000 euros, de par le monopole du laboratoire. Ce coût a été contré par les hôpitaux hollandais fabriquant la même molécule pour un coût annuel de 20 000 euros.